# 松岡正海
松岡 正海（まつおか まさみ、1984年7月18日 - ）は、JRA（日本中央競馬会）の騎手。美浦の前田禎厩舎所属でデビューし、2005年10月に同調教師が死去し厩舎解散になったあとは相沢郁厩舎に所属。2013年からはフリーとなっている。妻は元ファッションモデルの杉浦美帆。

## 来歴
神奈川県川崎市出身。小中学生の時に野球をやっていた。小学校低学年のころから競馬のテレビを見て騎手を志す。
2003年3月1日の中山競馬第12競走でプラチナウィンクに騎乗しデビュー（14着）。同年3月23日の中山競馬第12競走でデュエットシチーに騎乗し初勝利を挙げる。
デビュー年は11勝にとどまったが、2年目の2004年は28勝と勝利数が上昇。夏には北海道競馬に参戦し、函館競馬で初の特別競走勝ちを収めるなどの活躍をした。
その後2005年のダイヤモンドステークスでウイングランツに騎乗し重賞初制覇。美浦所属の2003年デビュー組のなかで一番乗りでの重賞初制覇であった（栗東所属も含めると、前年の長谷川浩大（福島記念優勝）に次いで2人目）。そしてこの年の桜花賞でGI初騎乗を果たすなど、グレード競走にも徐々に名を連ねるようになり、最終的に49勝をマークした。
2006年4月1日には中山4Rでコスモメルベーユに騎乗し1着となり、現役では83人目となるJRA通算100勝を1713回目の騎乗で達成。同年6月12日からはマイケル・キネーン騎手の紹介により、アイルランドの有力な調教師ジョン・オックス厩舎のもとで約3か月間の国外出張を行った。現地では騎乗は2レースのみ（6着、8着）だったが、馬の身の回りの世話や日本との違いなどを肌で感じ取った。松岡自身も、「この時の経験が、自分の競馬に対するスタンスを変えた」と語っている。3か月のアイルランドでの修行を経て、9月16日の中山競馬よりJRAのレースに騎乗を再開した。
日本復帰後はプリサイスマシーン、 マイネルレーニア、 サンツェッペリン、 アイルラヴァゲインと重賞勝ちを積み重ね、勝負強さを際立たせた。
2007年5月13日に12番人気のコイウタでヴィクトリアマイルを制し、JpnI（GI）初勝利を挙げた。また4月15日の皐月賞でも15番人気のサンツェッペリンをハナ差の2着に持ってきており、ともに大波乱を演出する。同年6月26日から再び、アイルランドのジョン・オックス厩舎へ武者修行へ出るが、相沢調教師の呼びかけに応えて予定の9月3日を繰り上げ、7月28日に帰国する。
2008年3月29日、中山1Rでケージーハッピーに騎乗し1着となり、現役53人目となるJRA通算200勝を2944戦で達成した。
地方競馬での騎乗にも積極的で、2008年11月3日、公営園田競馬場で開催されたJBCスプリントをバンブーエールで制覇し、交流Jpn競走初勝利を挙げた。また地方競馬場では、とくに南関東公営競馬で交流競走以外に条件競走・特別競走・地元重賞を問わず、地元馬にも多く騎乗している。
2009年4月18日、中山7Rでヒカリマーガレットに騎乗して1着となり、JRA通算300勝を3829戦目で達成した。同年5月3日の天皇賞・春では、前走の日経賞でアルナスラインの2着にもってきたマイネルキッツに引き続き騎乗し、12番人気という低評価を覆し、八大競走初制覇。前走敗れたアルナスラインにクビ差競り勝った。
2010年5月9日、東京3Rでアプローチミーに騎乗し1着となり、現役32人目のJRA通算400勝を達成した。同年12月4日、中山12Rでヒットジャポットに騎乗し1着となり、自身初となるJRA年間100勝を達成した。
2011年からは落馬負傷による戦線離脱が相次いでいる。8月28日に左腓骨、11月19日には右鎖骨を骨折。明け2012年には1月5日に京都金杯をマイネルラクリマで制覇し1年ぶりの重賞勝ちとなった直後の京都競馬第12競走で競走中に落馬。検査の結果左足関節内果骨折、左手関節捻挫と診断された。2020年には2月8日の東京競馬第6競走にて騎乗していたゴールドミッションの故障による転倒で落馬し、左大腿骨骨折と診断された。同年10月に復帰するも患部の状態が思わしくなく、12月の香港カップでのウインブライト騎乗を最後にふたたび休養に入った。翌2021年11月6日東京競馬第7Rで328日ぶりの復帰を果たした。
2013年3月31日、中山6Rでカフェリュウジンに騎乗し1着となり、中央競馬史上65人目、現役27人目となるJRA通算600勝を達成。
2016年1月10日、中山3Rでイルフォーコンに騎乗して1着となり、中央競馬史上55人目、現役23人目となるJRA通算700勝を8838戦目で達成した。
2017年10月22日、東京6Rでパラノーマルに騎乗し、史上32人目、現役20人目となるJRA通算10000回騎乗を達成した。 
2018年9月2日、札幌11Rでリッジマンに騎乗し1着となり、史上50人目、現役25人目となるJRA通算800勝を1万615戦目達成した。
2019年4月28日、香港・沙田競馬場にて開催されたクイーンエリザベス2世カップをウインブライトにて勝利し海外G1レース初制覇。勝利後の現地メディアによるインタビューには流暢な英語で応対した。同年5月26日、京都1Rでストームガストに騎乗し、中央競馬史上30人目、現役18人目となるJRA通算11000回騎乗を達成した。 
2023年4月1日、中山1Rでペイシャアンジェロに騎乗して、史上33人目、現役20人目となるJRA通算1万2000回騎乗を達成した。 
2025年4月19日、中山8Rでマンダリンボレロに騎乗し1着となり、JRA通算900勝を1万2953戦目で達成した。同年5月24日、東京9Rでコスモイシュタルに騎乗して、史上29人目、現役17人目となるJRA通算1万3000回騎乗を達成した。

## エピソード
- 元騎手で競馬評論家の坂井千明に師事しており、坂井が主催する若手騎手の勉強会、通称「千明塾」門下生の代表的な存在である。
- サンツェッペリンで2着に入った皐月賞では、わずかハナ差で敗れたことに相当悔しがり、検量室前で思わずヘルメットを叩きつけた。
- 独身時代はキャバクラ好きとして知られ、『競馬最強の法則』（KKベストセラーズ）誌上でターザン山本と対談した際には「（キャバクラは）わが国の宝ですから！（笑）」とまで語っていた。当時はそのこともあり金遣いも荒く、年間数千万円の収入があるにもかかわらず[24]、しばしば担当の税理士から「もう少し稼がないと税金が払えなくなる」と注意されていたという[25]。
- 野球をプレーした経験があり、2006年5月22日に行われたJRA騎手東西対抗野球大会では、投手として完投勝利しMVPを受賞した。好きな球団は横浜DeNAベイスターズであり、2008年4月23日のラジオ日本ジャイアンツナイター、巨人対横浜戦にゲスト出演したこともある。2010年7月15日に横浜スタジアムで行われた横浜対広島戦では始球式に登場し、投げ込んだ速球のスピードは105km/hを計測した[26]。
- 第27回ジャパンカップより、五十嵐冬樹に代わりコスモバルクの主戦騎手を任され、2008年には同馬とともにシンガポールに遠征し、5月18日にシンガポールで初騎乗を迎え、高岡秀行厩舎所属のアストラトレスに騎乗して11着だった。なおこの日はシンガポール航空国際カップを含め3戦騎乗したが未勝利だった。
- タレントのほしのあきが名付け親で有名なハシッテホシーノの主戦騎手に指名されたことがきっかけでみんなのウマ倶楽部のレギュラー、木下優樹菜と知合い、「G1で勝ったら、インタビューで（木下の口癖である）『チョリース!』を披露する。」と約束。その後、上述の通りマイネルキッツで勝利したため約束を実行に移す。しかし、伝統の天皇賞ゆえその行為には批判の声もあった。
- 競馬評論家のなかでは清水成駿のファンで、『1馬』（現・優馬）で「今日のスーパーショット」を連載していたころからの愛読者だという。清水が東京スポーツに移籍してからも同紙の「馬単三国志」を愛読している[27]。
- 2009年12月に杉浦美帆（タレント、『馬三郎』で競馬予想を掲載していた）と結婚。2011年5月4日に第1子となる長女が誕生した[28]。
- JRA騎手の黛弘人、調教助手の南田雅昭、西塚信人[29]とはバンド仲間であり、「ノビーズ」というバンド名でライブ活動を行っている[30]。現在は『東京ノビーズ』に改名しており、編成は松岡 (ボーカル・ギター)、西塚 (ベース・リーダー)、カトウマサタカ (ギター)、浦松直輝 (ドラムス)の4人。 [31]
- 2010年7月に公開されたJRAのキャンペーン用映像作品『CINEMA KEIBA/JAPAN WORLD CUP』に、実在する騎手として唯一登場している。同作品では「無敗の三冠馬・ギンシャリボーイの主戦騎手」という設定。
- 2013年5月26日に、日本ダービー80周年の記念競走として開催された「ホープフルジョッキーズ（若手騎手限定競走）」に騎乗した。これは杉原誠人の落馬負傷により急遽騎乗したものだが、若手騎手ではない騎手が騎乗するのは、2009年の赤木高太郎以来2例目。
- 徳本一善が監督を率いている駿河台大学駅伝部とはトレーナーを通じて交友関係がある。この事から2024年1月2日に行われた第100回東京箱根間往復大学駅伝競走の往路では3区において、同大学の給水係として参加した[32][33]。

## 評価
- 週刊Gallopや自著「藤田伸二の男ラム」で、藤田伸二が「最近の若い騎手は覇気がない」と言いつつも「正海はいいね」と発言したことがある。
- 一方、田原成貴は、松岡について注目する若手騎手とし[34]つつも「いい意味でのヤンチャとただ荒々しいことを取り違えているんじゃないかと疑いたくなるほどもつれた場面で危険な乗り方をしているレースがある」との懸念も表明している[35]。

## 主な騎乗馬
太字はGI級競走
- 2005年
  - ダイヤモンドステークス（ウイングランツ）
- 2006年
  - スワンステークス（プリサイスマシーン）
  - 京王杯2歳ステークス（マイネルレーニア）
- 2007年
  - 京成杯（サンツェッペリン）
  - オーシャンステークス（アイルラヴァゲイン）
  - ヴィクトリアマイル（コイウタ）
  - 毎日王冠（チョウサン）
- 2008年
  - 京成杯（マイネルチャールズ）
  - 弥生賞（マイネルチャールズ）
  - フラワーカップ（ブラックエンブレム）
  - JBCスプリント（バンブーエール）
- 2009年
  - マーチステークス（エスポワールシチー）
  - 天皇賞（春）（マイネルキッツ）
  - クラスターカップ（バンブーエール）
  - レパードステークス（トランセンド）
  - セントウルステークス（アルティマトゥーレ）
  - 東京盃（バンブーエール）
- 2010年
  - 日経賞（マイネルキッツ）
  - 兵庫チャンピオンシップ（バーディバーディ）
  - ユニコーンステークス（バーディバーディ）
  - 新潟2歳ステークス（マイネイサベル）
  - ステイヤーズステークス（コスモヘレノス）
- 2011年
  - 中山金杯（コスモファントム）
- 2012年
  - 京都金杯（マイネルラクリマ）
  - 新潟2歳ステークス（ザラストロ）
  - 府中牝馬ステークス（マイネイサベル）
- 2013年
  - 中山牝馬ステークス（マイネイサベル）
  - ダービー卿チャレンジトロフィー（トウケイヘイロー）
  - 新潟記念（コスモネモシン）
- 2014年
  - ラジオNIKKEI賞（ウインマーレライ）
- 2015年
  - アーリントンカップ（ヤングマンパワー）[36]
- 2016年
  - マーチステークス（ショウナンアポロン）
- 2017年
  - スプリングステークス（ウインブライト）
  - 福島記念（ウインブライト）
- 2018年
  - 中山記念（ウインブライト）
  - 関東オークス（ハービンマオ）
- 2019年
  - 中山金杯（ウインブライト）
  - 中山記念（ウインブライト）
  - クイーンエリザベス2世カップ（ウインブライト）
  - 香港カップ（ウインブライト）
- 2022年
  - 中山牝馬ステークス（クリノプレミアム）
- 2023年
  - スワンステークス（ウイングレイテスト）

### 表彰
- 福島競馬場リーディングジョッキー

2008年第2回12勝
- 新潟競馬場リーディングジョッキー

2008年第2、3回22勝

## 騎乗成績
|            | 日付           | 競馬場・開催  | 競走名                 | 馬名             | 頭数 | 人気 | 着順 |
| ---------- | -------------- | ------------- | ---------------------- | ---------------- | ---- | ---- | ---- |
| 初騎乗     | 2003年3月1日   | 3回中山1日2R  | 4歳上1000万円下        | プラチナウィンク | 16頭 | 11   | 14着 |
| 初勝利     | 2003年3月23日  | 3回中山8日12R | 4歳上1000万円下        | デュエットシチー | 16頭 | 6    | 1着  |
| 重賞初騎乗 | 2003年12月21日 | 6回中山6日11R | フェアリーステークス   | コスモキャンドル | 16頭 | 6    | 11着 |
| 重賞初勝利 | 2005年2月13日  | 1回東京6日11R | ダイヤモンドステークス | ウイングランツ   | 14頭 | 10   | 1着  |
| GI初騎乗   | 2005年4月10日  | 2回阪神6日11R | 桜花賞                 | マイネコンテッサ | 18頭 | 16   | 17着 |
| GI初勝利   | 2007年5月13日  | 2回東京8日11R | ヴィクトリアマイル     | コイウタ         | 18頭 | 12   | 1着  |

| 年度   | 1着 | 2着 | 3着 | 騎乗数 | 勝率 | 連対率 | 複勝率 | 表彰                             |
| ------ | --- | --- | --- | ------ | ---- | ------ | ------ | -------------------------------- |
| 2003年 | 11  | 13  | 11  | 271    | .041 | .089   | .129   |                                  |
| 2004年 | 28  | 34  | 26  | 510    | .055 | .122   | .173   |                                  |
| 2005年 | 49  | 47  | 49  | 744    | .066 | .129   | .195   |                                  |
| 2006年 | 28  | 33  | 38  | 503    | .056 | .121   | .197   |                                  |
| 2007年 | 64  | 59  | 75  | 727    | .088 | .169   | .272   | 中央競馬騎手年間ホープ賞（関東） |
| 2008年 | 91  | 73  | 80  | 825    | .110 | .199   | .296   |                                  |
| 2009年 | 98  | 82  | 93  | 844    | .116 | .213   | .323   |                                  |
| 2010年 | 109 | 105 | 80  | 844    | .129 | .254   | .348   |                                  |
| 2011年 | 53  | 70  | 72  | 683    | .078 | .180   | .286   | フェアプレー賞（関東）           |
| 2012年 | 58  | 54  | 63  | 705    | .082 | .159   | .248   |                                  |
| 2013年 | 36  | 43  | 58  | 732    | .049 | .108   | .187   |                                  |
| 2014年 | 41  | 34  | 49  | 721    | .057 | .104   | .172   |                                  |
| 2015年 | 33  | 38  | 43  | 715    | .046 | .099   | .159   |                                  |
| 2016年 | 35  | 46  | 45  | 682    | .051 | .119   | .185   |                                  |
| 2017年 | 37  | 40  | 40  | 622    | .059 | .124   | .188   |                                  |
| 2018年 | 35  | 32  | 28  | 670    | .052 | .100   | .142   |                                  |
| 2019年 | 22  | 24  | 38  | 528    | .042 | .087   | .159   |                                  |
| 2020年 | 2   | 4   | 8   | 108    | .019 | .056   | .130   |                                  |
| 2021年 | 3   | 4   | 0   | 54     | .056 | .130   | .130   |                                  |
| 2022年 | 14  | 19  | 27  | 403    | .035 | .082   | .149   |                                  |
| 2023年 | 26  | 38  | 27  | 458    | .057 | .140   | .199   |                                  |
| 2024年 | 22  | 19  | 33  | 470    | .047 | .087   | .157   |                                  |
| 中央   | 900 | 921 | 936 | 12120  | .071 | .143   | .220   |                                  |
| 地方   | 20  | 27  | 25  | 310    | .065 | .152   | .232   |                                  |
| 海外   | 2   | 1   | 0   | 5      | .400 | .600   | .600   |                                  |